# Curt Randelli
Curt Hjalmar Randelli, ursprungligen Ottosson, född 23 december 1907 i Maria Magdalena församling, död 1 oktober 1974 i Johannes församling, var en svensk skådespelare, buktalare och illusionist.

## Biografi
Randelli kom som 17-åring till Stockholm från Gotland, ursprungligen för att utbilda sig till optiker, men hamnade i underhållningsbranschen. Han var under en period i mitten av 1930-talet verksam som konferencier på Liseberg. Från 1940 uppträdde han som buktalare med sin docka "Charlie Boy", och slog igenom i talangjakten "Vi som vill opp" 1941. Han turnerade som illusionist och buktalare över hela landet från 1943 till omkring 1953, samt arbetade även i perioder som inspicient på Chinateatern i Stockholm.
Randelli var även verksam under pseudonymen Kaffe-Petter i radioprogrammet Frukostklubben där han var en regelbundet återkommande gäst. Figuren Kaffe-Petter var den buktalardocka som Randelli i egenskap av buktalare använde i programmet. Dockan som ständigt hängde på studiomikrofonen i Frukostklubbsstudion utgjorde också förebild till den Frukostklubbsnål som de inbjudna gästerna fick fästade på sin klädsel av programledaren Sigge Fürst.

## Filmografi
- 1950 – Stjärnsmäll i Frukostklubben
- 1955 – Far och flyg (endast röst)
- 1959 – Bara en kypare

### Fotnoter
1. ↑  Sveriges dödbok 6 (2014)
2. ↑  Frukostklubbsnålen[död länk] på Svensk underhållningsmusik, revyer och film 1900–1960